# Turtoniidae
Turtoniidae é uma família de moluscos bivalves da ordem Veneroida.